# Unhyeongung

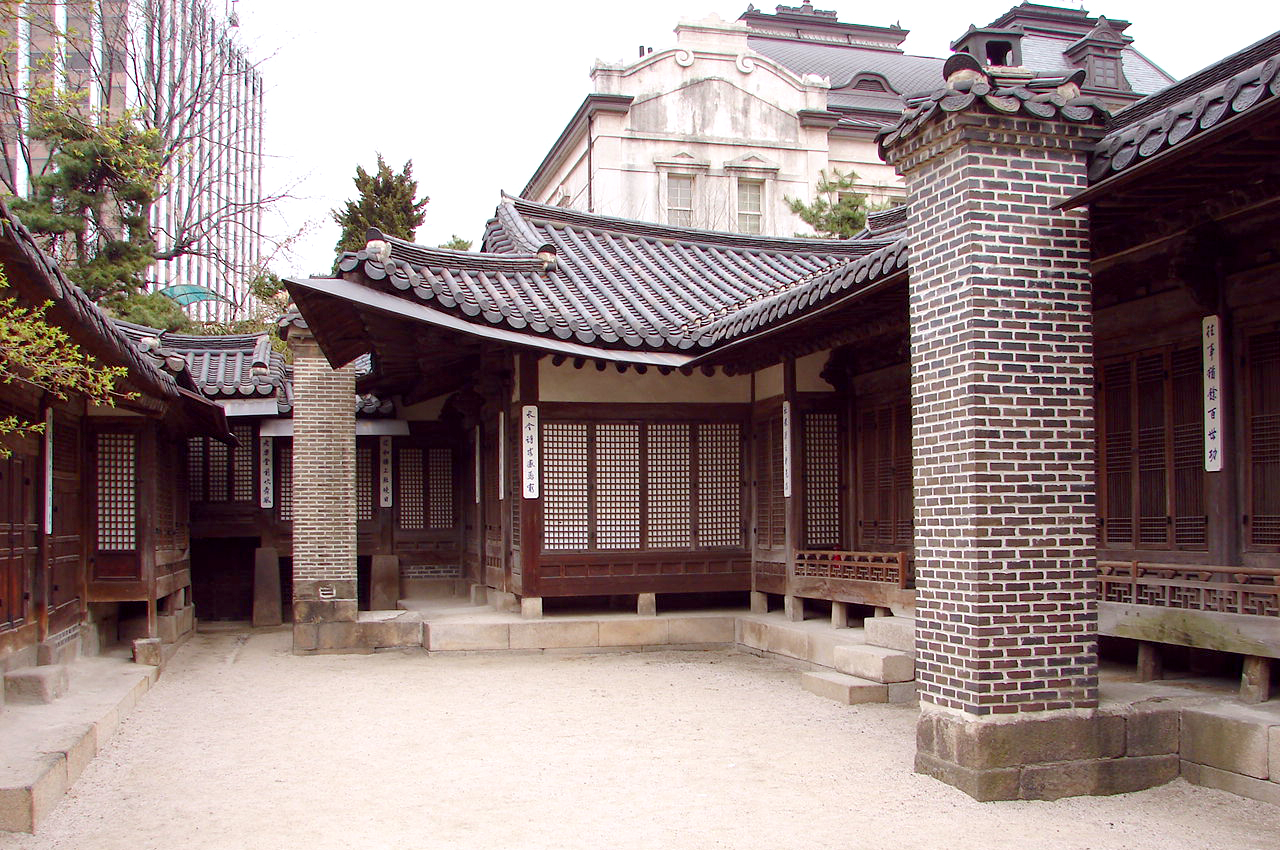
Interior del Palacio Unhyeongung

Unhyeongung (en hangul, 운현궁; en hanja, 雲峴宮; romanización revisada, Unhyeongung; McCune-Reischauer, Unhyŏnkung), es un antiguo palacio real ubicado en 114-10 Unni-dong, Jongno-gu, Seúl, Corea del Sur. Anteriormente fue la residencia del Príncipe Regente Daewon-gun, gobernante de Corea durante la Dinastía Joseon en el siglo XIX y padre del Emperador Gojong. El mismo Gojong también vivió en esta residencia hasta los 12 años de edad, cuando asumió el trono.

## Historia
El palacio data del siglo XIV. Los edificios más antiguos fueron destruidos o dañados durante la ocupación japonesa, pero algunos edificios de esa época permanecen hoy en día. Bajo la dirección de la Reina Jo, Unhyeongung fue convertido en un complejo más grande con cuatro puertas.
Aunque el complejo residencial fue despojado de los descendientes del Príncipe Daewon-gun por el gobierno de la ocupación japonesa, el mismo retornó a la familia en 1948, y en 1993 fue vendido al gobierno de Seúl. Posteriormente, el palacio fue sometido a tres años de renovaciones para recuperar su apariencia anterior.
El complejo actual es más pequeño que el anterior debido a que la Universidad Duksung para Mujeres ahora ocupa parte de su terreno original, así como otros pequeños negocios, incluidos el Jardín de niños Unhyeon y la casa de huéspedes Byeolhadang hanok.

## Estructuras
Parte de los interiores han sido reamueblados y contienen maniquíes vestidos en ropa tradicional representando diversas actividades de la vida tradicional coreana. El complejo además posee un pequeño museo. La residencia se encuentra abierta al público, pero se cobra una cuota de admisión.

### Salón Norakdang
Norakdang (en hangul, 노락당; en hanja, 老樂堂) es el mayor edificio dentro del complejo y el lugar en donde se llevó a cabo la boda del Rey Gojong y la Reina Min. Norakdang también fue una de las dos residencias para mujeres en el palacio.
La estructura más notable dentro de Norakdang es la cocina, la cual fue más probablemente utilizada para la preparación de comida cuando se celebraban eventos importantes. En el salón se realizaron muchos eventos importantes como fiestas de cumpleaños y ceremonias relacionadas.
La ceremonia tradicional de boda continúa llevándose a cabo en Norakdang.

### Salón Noandang
Noandang (en hangul, 노안당; en hanja, 老安堂) se encontraba en donde Daewon-gun recibía a sus invitados y también funcionaba como sala de estar para los hombres. Daewon-gun, como el padre de un emperador joven, llevaba a cabo todos sus negocios en Noandang.

### Salón Irodang
Junto con Norakdang, Irodang (en hangul, 이로당; en hanja, 二老堂) es una de las dos residencias para mujeres.

### Sujiksa
Sujiksa (en hangul, 수직사) es una fila pequeña de cuartos que se encuentran a la derecha de la entrada. Estos cuartos proveyeron habitación a los sirvientes y guardias.

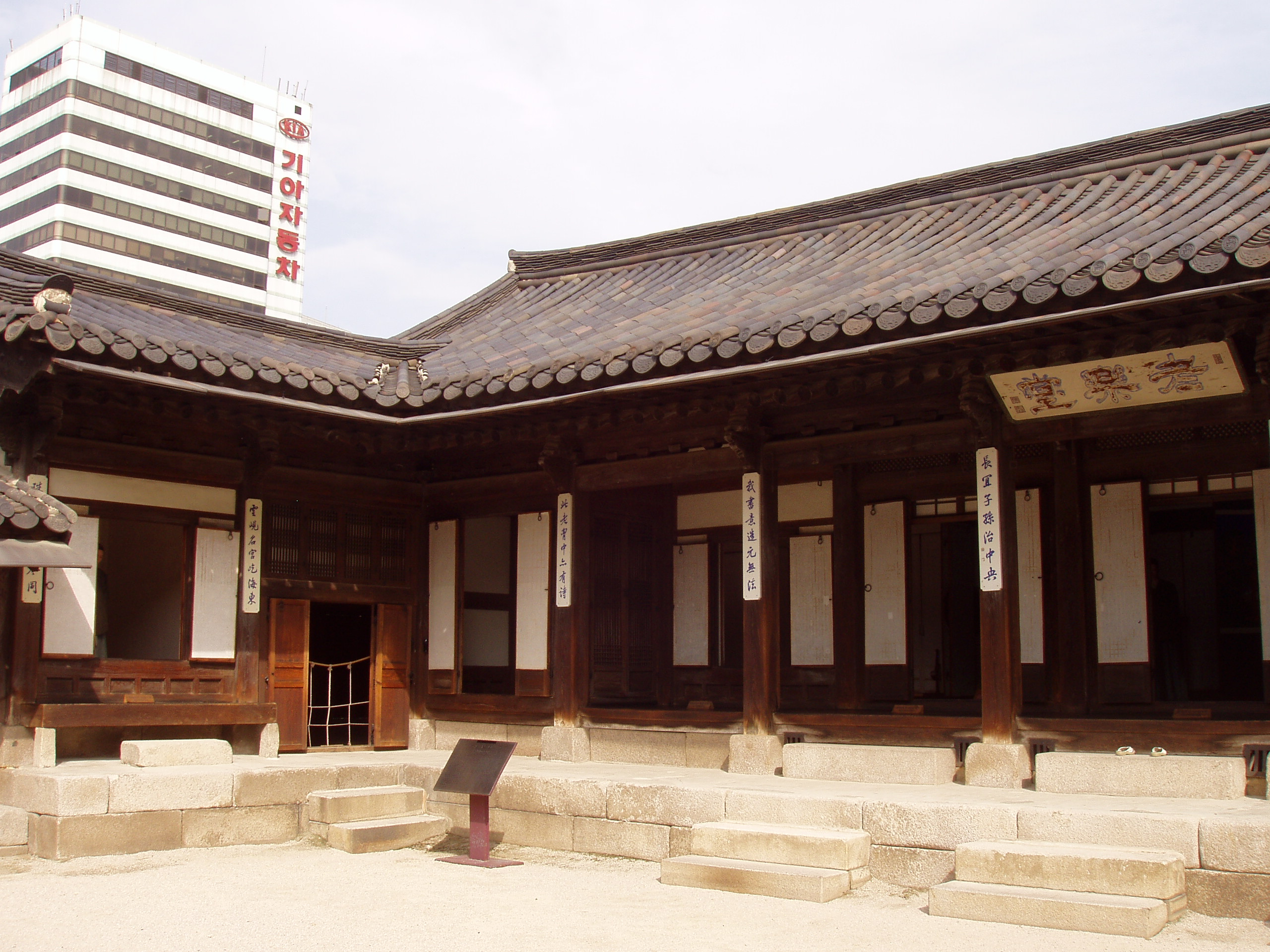
Salón Norakdang
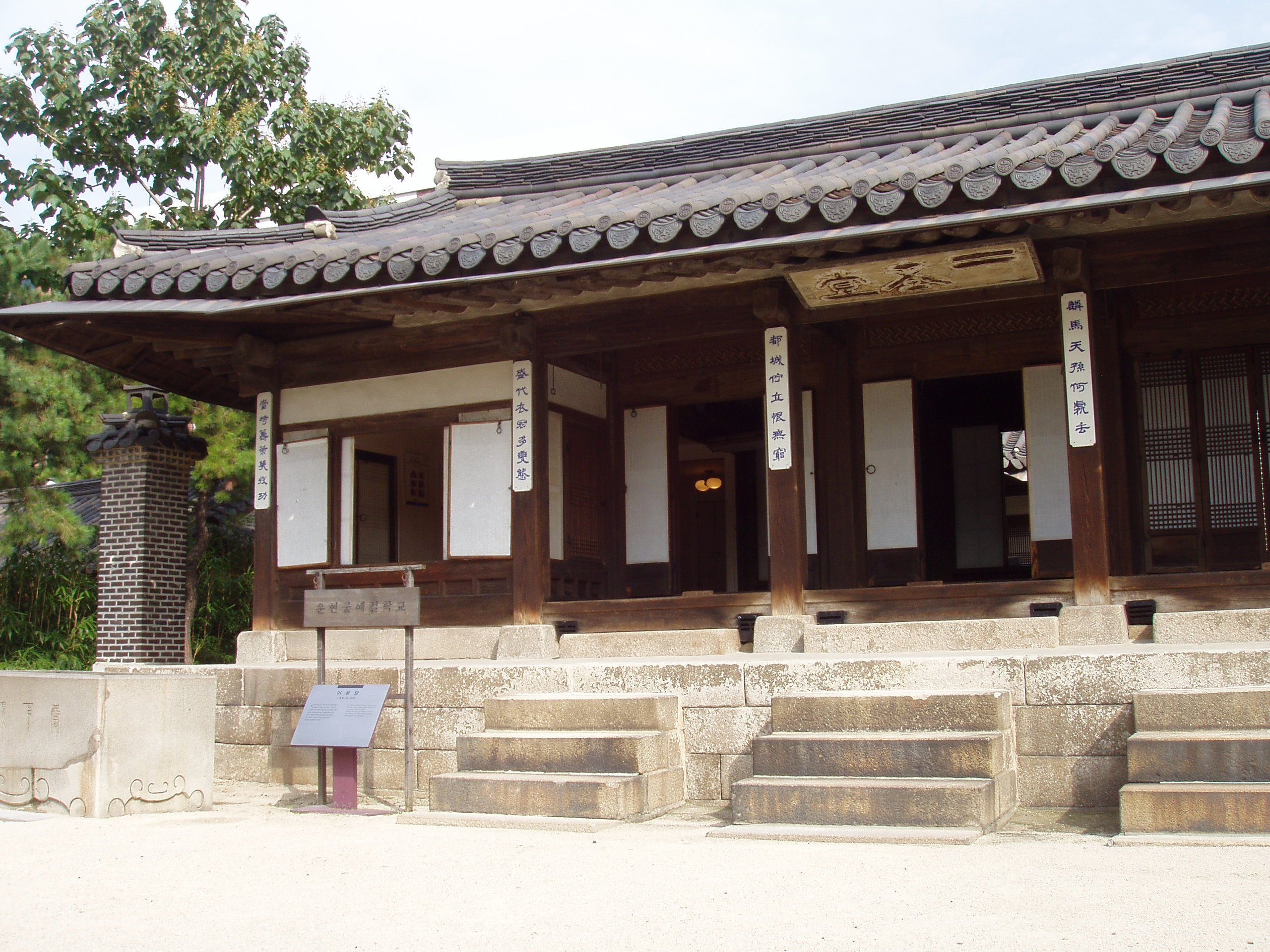
Salón Irodang
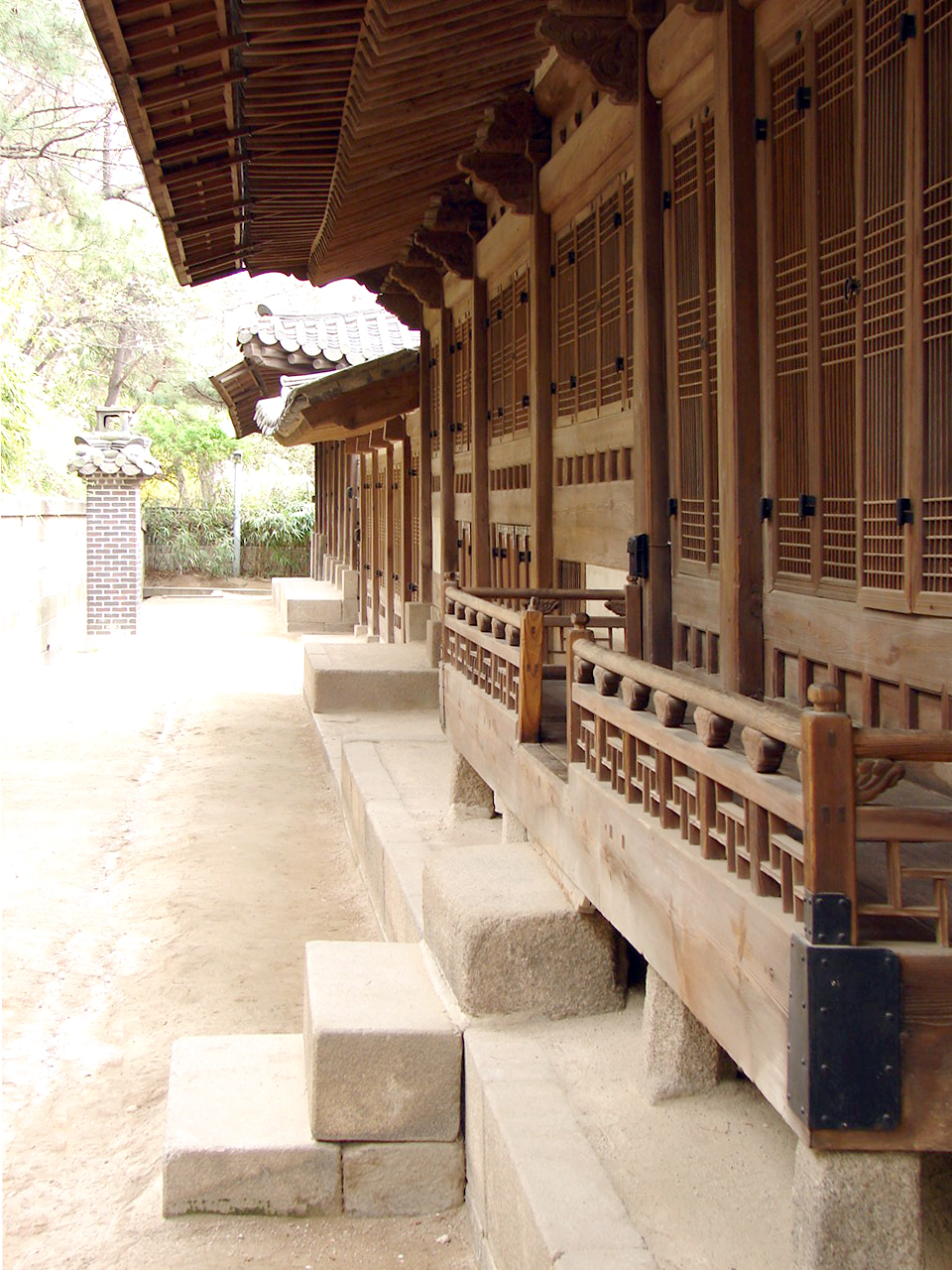
Sujiksa

## Ceremonia de la boda real
Unhyeongung es el sitio en el que se realiza la ceremonia de la boda real, una representación de la ceremonia de la boda real del Rey Gojong y la Reina Min (Emperatriz Myeongseong), la cual tomó lugar en el palacio el 21 de marzo de 1866. Esta representación se lleva a cabo durante la primavera y el otoño de cada año.
Esta ceremonia es una representación exacta, basada en una cuidadosa investigación histórica por parte del panel asesor del palacio, del estilo regio y majestuoso de la ceremonia de la boda real de la familia imperial Joseon. Esta representación ofrece a los visitantes la oportunidad de experimentar el elegante estilo de vida tradicional y vestidos de la Dinastía Joseon. La ceremonia es presentada para conmemorar un evento significante en la historia de Corea.

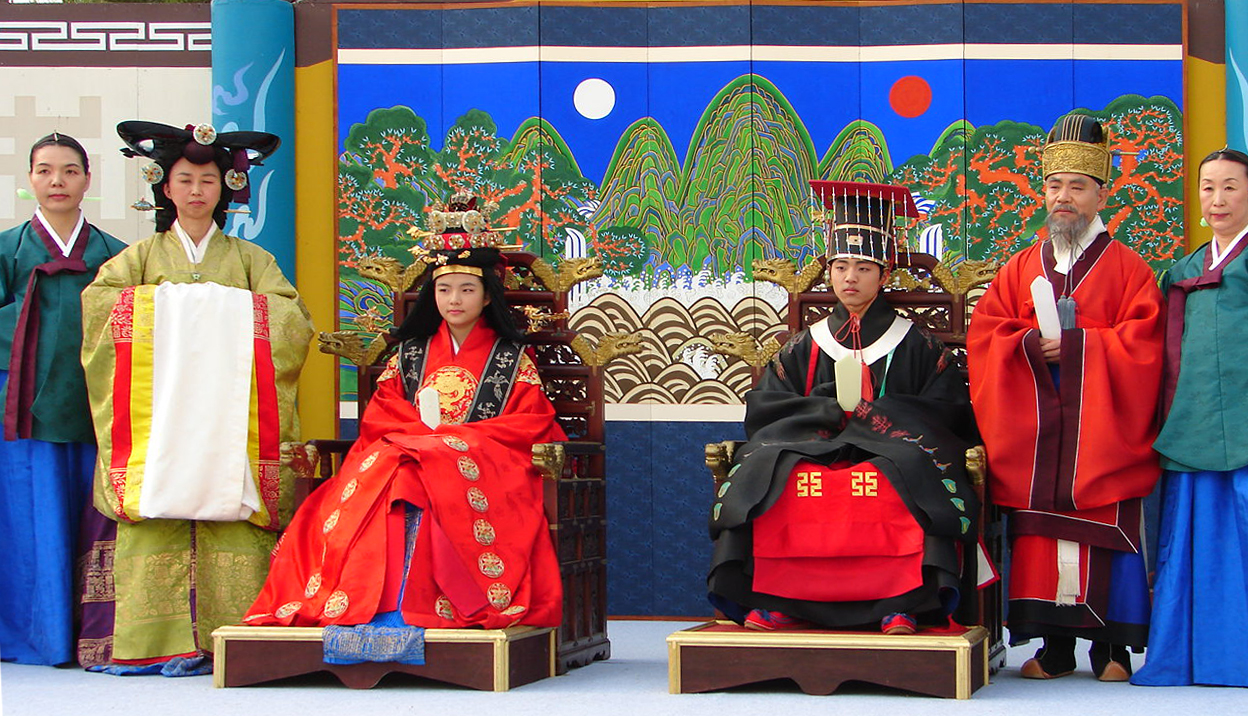
Actores representando al Rey Gojong y la Reina Min junto con miembros de la corte real, en la representación de la ceremonia de la boda real.